# Bollschweil
Bollschweil (alemannisch Bollschwil) ist eine Gemeinde im Landkreis Breisgau-Hochschwarzwald. Sie liegt im Hexental, etwa zehn Kilometer südlich von Freiburg im Breisgau.

## Geographie

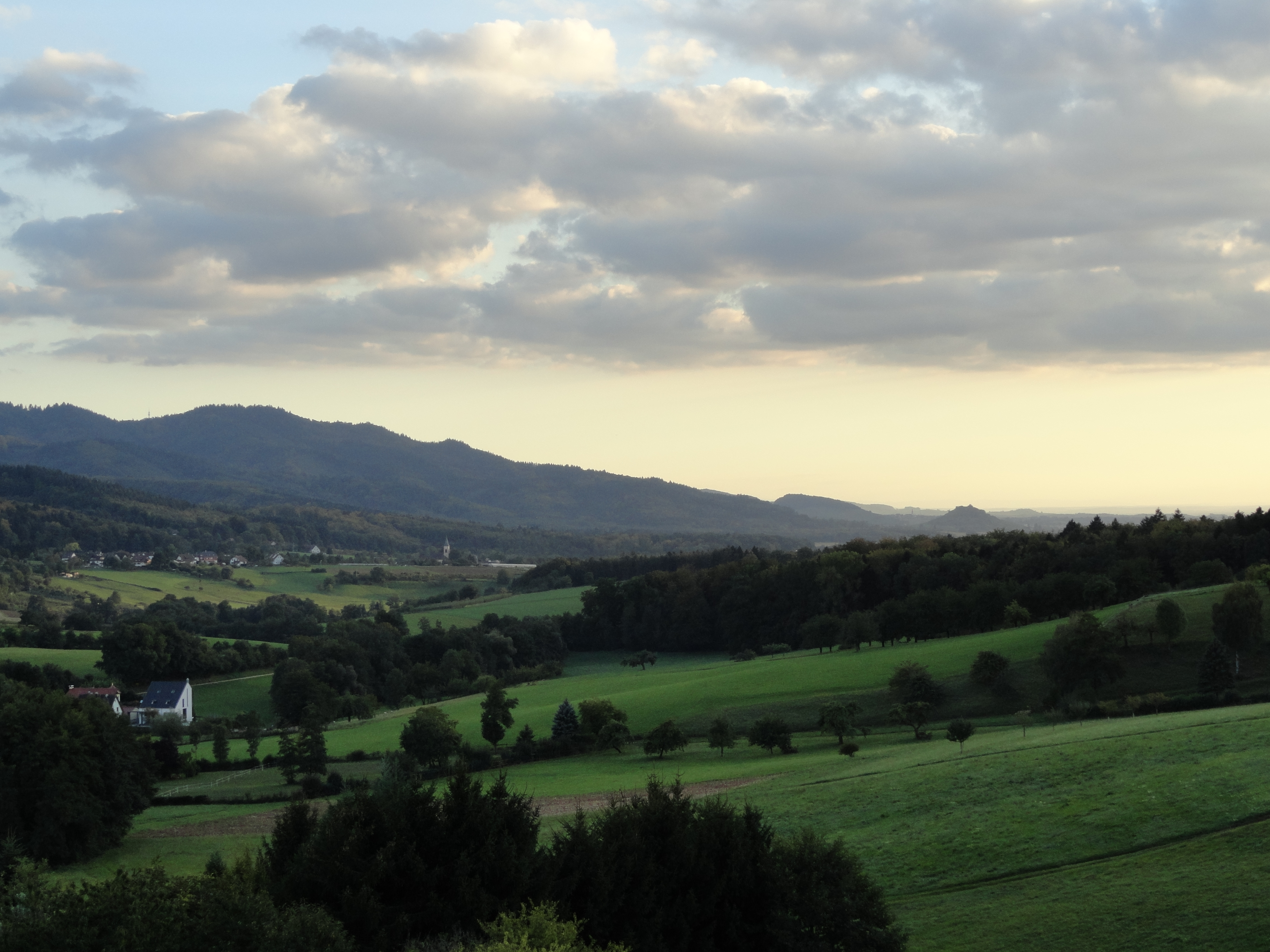
Blick vom Schönberg ins Hexental mit der Bollschweiler Kirche

### Lage
Zwischen dem Hohfirst als Südteil des Schönbergmassivs und dem Schwarzwald im südlichen Hexental gelegen, gehört Bollschweil sowohl zur Vorbergzone als auch bereits zum Schwarzwald, da durch die Gemeinde die Hauptverwerfung zwischen Oberrheingraben und Schwarzwald verläuft. Der Ortsteil St. Ulrich liegt vollständig im Schwarzwald.

### Nachbargemeinden
Bollschweil grenzt an die Stadt Freiburg und an die Gemeinden Münstertal, Ehrenkirchen, Pfaffenweiler, Ebringen, Sölden, Wittnau und Horben.

### Gemeindegliederung
Zur Gemeinde Bollschweil gehört die bis 1974 selbstständige Gemeinde St. Ulrich. Zur Gemeinde Bollschweil in den Grenzen vom 31. Dezember 1973 gehören die Dörfer Oberdorf und Unterdorf, die Weiler Aubach, Ellighofen, Gütighofen (der westliche Teil gehört zu Ehrenkirchen), der Zinken Leimbach, Hof und Haus Gütle und das Gehöft Bitterst. Zur ehemaligen Gemeinde St. Ulrich gehören das Dorf St. Ulrich, der Weiler Geiersnest und das Gehöft Kaltwasser.
In der Gemarkung Bollschweil liegt die Ruine Birchiburg und das im Unterdorf aufgegangene Innighofen.

## Geschichte

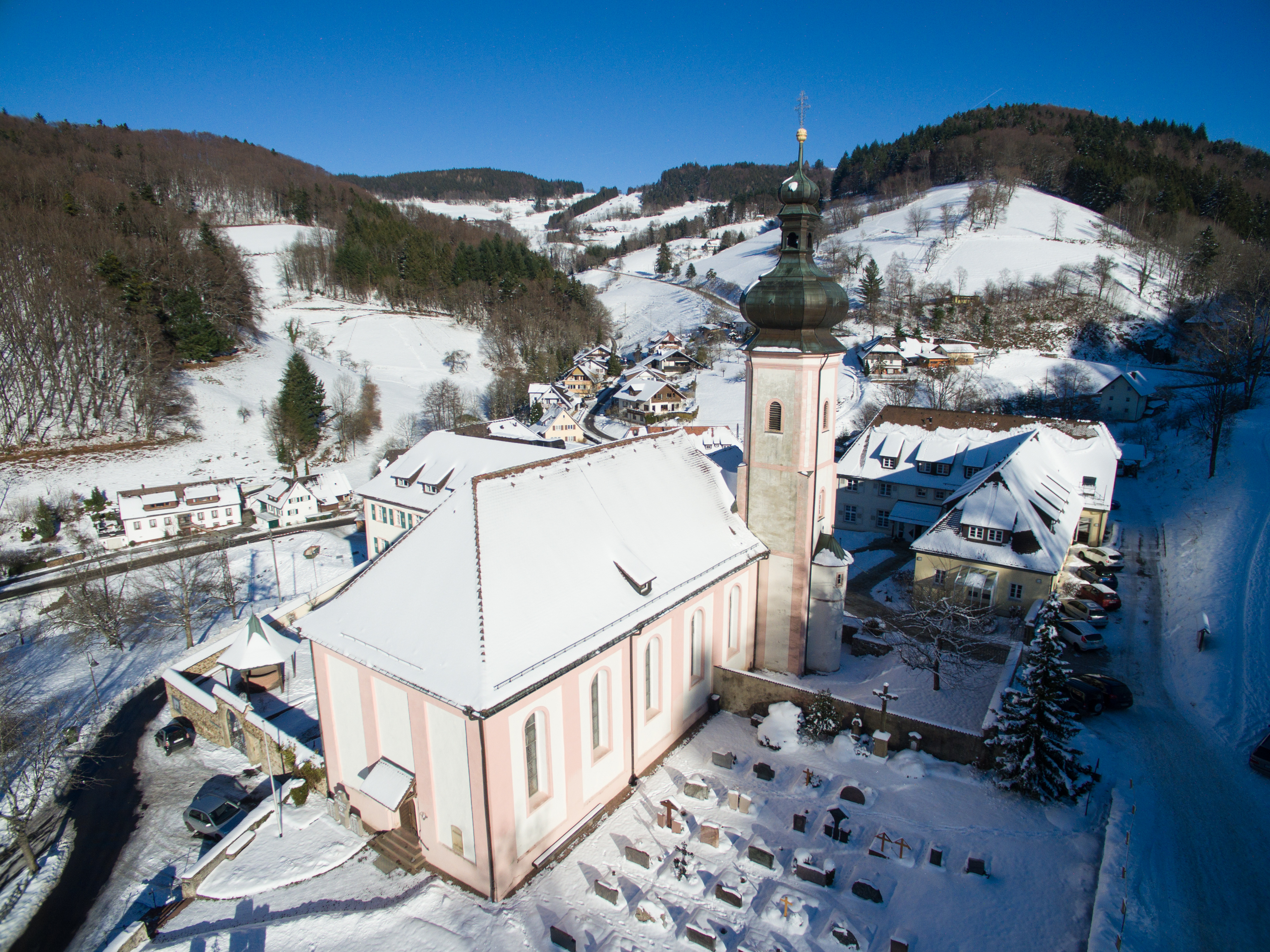
Katholische Pfarrkirche St. Ulrich

### Bis zum 19. Jahrhundert
Bollschweil wird erstmals im Jahr 838 als Puabilinisvilare in einer Urkunde des Klosters St. Gallen erwähnt. Seine Geschichte ist eng mit der Adelsfamilie Snewlin-Bernlapp, einem Zweig der im gesamten Breisgau bedeutenden Familie Snewlin, verbunden. Als die Familie 1837 ausstarb, kamen das Schloss und der Ort an die Freiherren von Holzing-Berstett, deren Nachkommen auch heute noch das Schloss bewohnen.
Nach 1087 gründete Ulrich von Zell († 1093), der Prior des Priorats Sankt Ulrich im Schwarzwald, ein Nonnenkloster in Bollschweil, das 1115 nach Sölden verlegt wurde.

### Eingemeindungen
St. Ulrich wurde im Zuge der Gemeindereform zum 1. Januar 1974 eingemeindet. Bereits 1854 wurde die Gemeinde Geiersnest nach St. Ulrich eingemeindet.

### Bergbau
Für kurze Zeit (1938–1939) wurde auf Bollschweiler Gemarkung nahe Kuckucksbad am Schönberg Eisenerz abgebaut. Dieser nicht besonders umfangreiche Bergbau wurde jedoch nach jenen zwei Jahren (1938: 28.144 t, 1939: 40.252 t) nach einer Gesamtförderung von 69.396 t wieder eingestellt. Zu dieser frühen Einstellung trugen hauptsächlich Transportprobleme bei, da das Erz aufwendig per Lastwagen nach Bad Krozingen transportiert werden musste. Dieser Transport verteuerte sich späterhin maßgeblich, da zum Kriegsausbruch der Treibstoff knapp wurde. Bergbaurelikte aus dieser Epoche sind aufgrund einer zwischenzeitlichen Flurbereinigung im Jahre 2000 nur schwer aufzufinden.
Im Gegensatz dazu lässt sich für das Mittelalter umfangreicher Bergbau im umliegenden Gebirge nachweisen, der primär auf Silber betrieben wurde. Besonders im Bereich Birkenberg wurde damit begonnen, diesen Bergbau zu erforschen. Die Stollen und Schächte des mittelalterlichen Bergbaus haben sich über die Jahrhunderte nahezu unverändert erhalten und wurden nicht wie in vielen anderen Bergbaugebieten des Schwarzwaldes von neuzeitlichem Bergbau überprägt.

## Politik

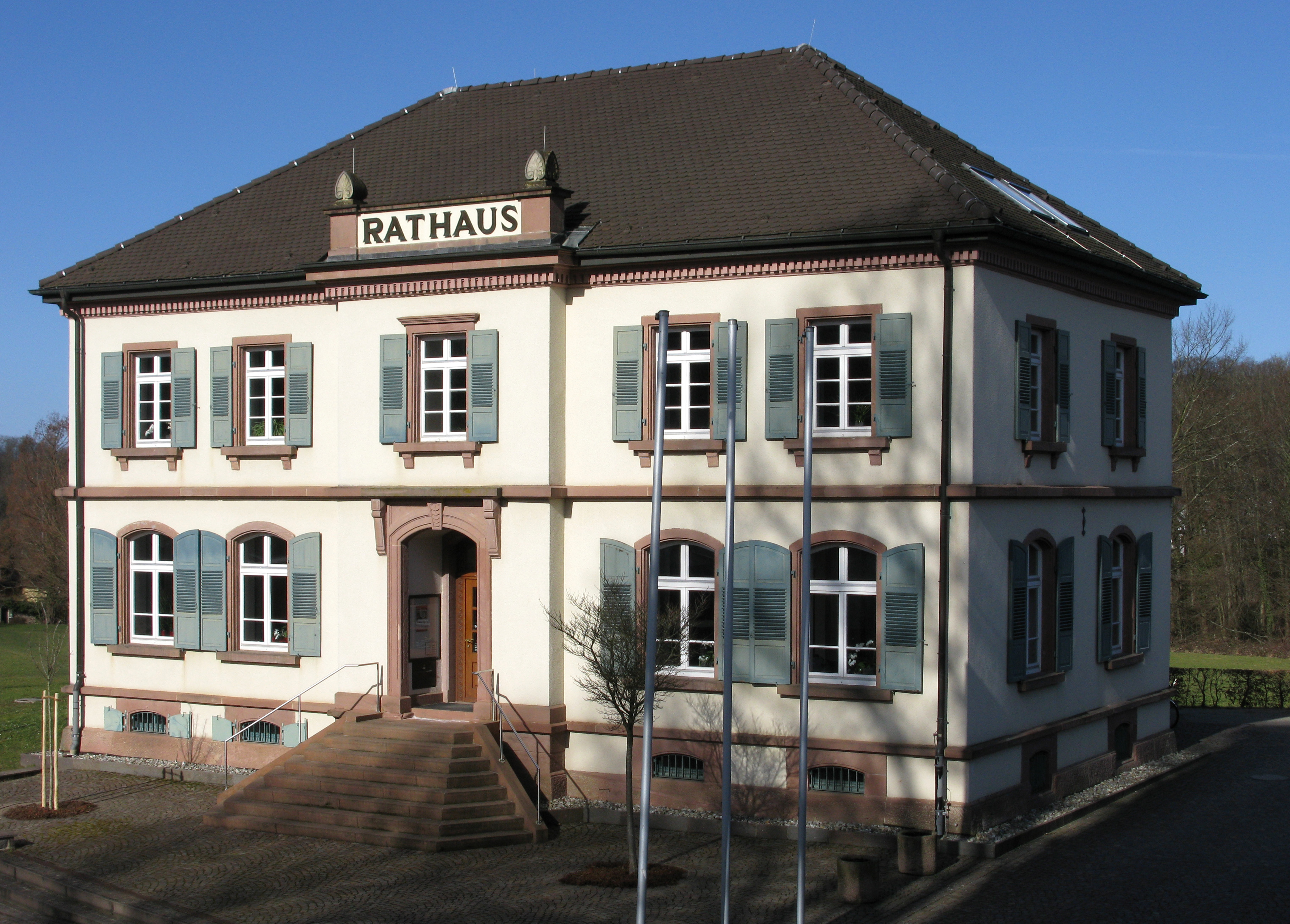
Rathaus Bollschweil

### Bürgermeister
Bürgermeister ist seit 2022 der parteilose Jörg Wagner. Bei der Bürgermeisterwahl am 9. Oktober 2022 wurde er mit 60 Prozent der Stimmen gewählt. Amtsinhaber Josef Schweizer (Freie Wähler), der von 1990 bis 2022 amtierte, erhielt 38,4 Prozent der Stimmen.

### Gemeinderat
Der Gemeinderat von Bollschweil hat 12 Sitze. Das Ergebnis der Kommunalwahl am 9. Juni 2024 mit einer Wahlbeteiligung von 76,8 % (2019: 70,86 %) führte zu folgender Sitzverteilung:
|                                              | 2024  | 2024   | 2019  | 2019   |
|                                              | Sitze | Anteil | Sitze | Anteil |
| Freie Bürgerliste Bollschweil-St. Ulrich     | 6     | 48,6   | 6     | 53,3 % |
| Bürgerforum Bollschweil-St. Ulrich           | 3     | 30,0   | 6     | 46,7 % |
| Offenes Forum für Bollschweil und St. Ulrich | 3     | 21,4   | -     | -      |

### Verwaltung
Mit der Gemeinde Ehrenkirchen besteht eine Vereinbarte Verwaltungsgemeinschaft.

### Partnerschaft
- Seit 1990 besteht eine Gemeindepartnerschaft zwischen Bollschweil und der elsässischen Gemeinde Berstett im Département Bas-Rhin.

## Kultur und Sehenswürdigkeiten

### Gebäude

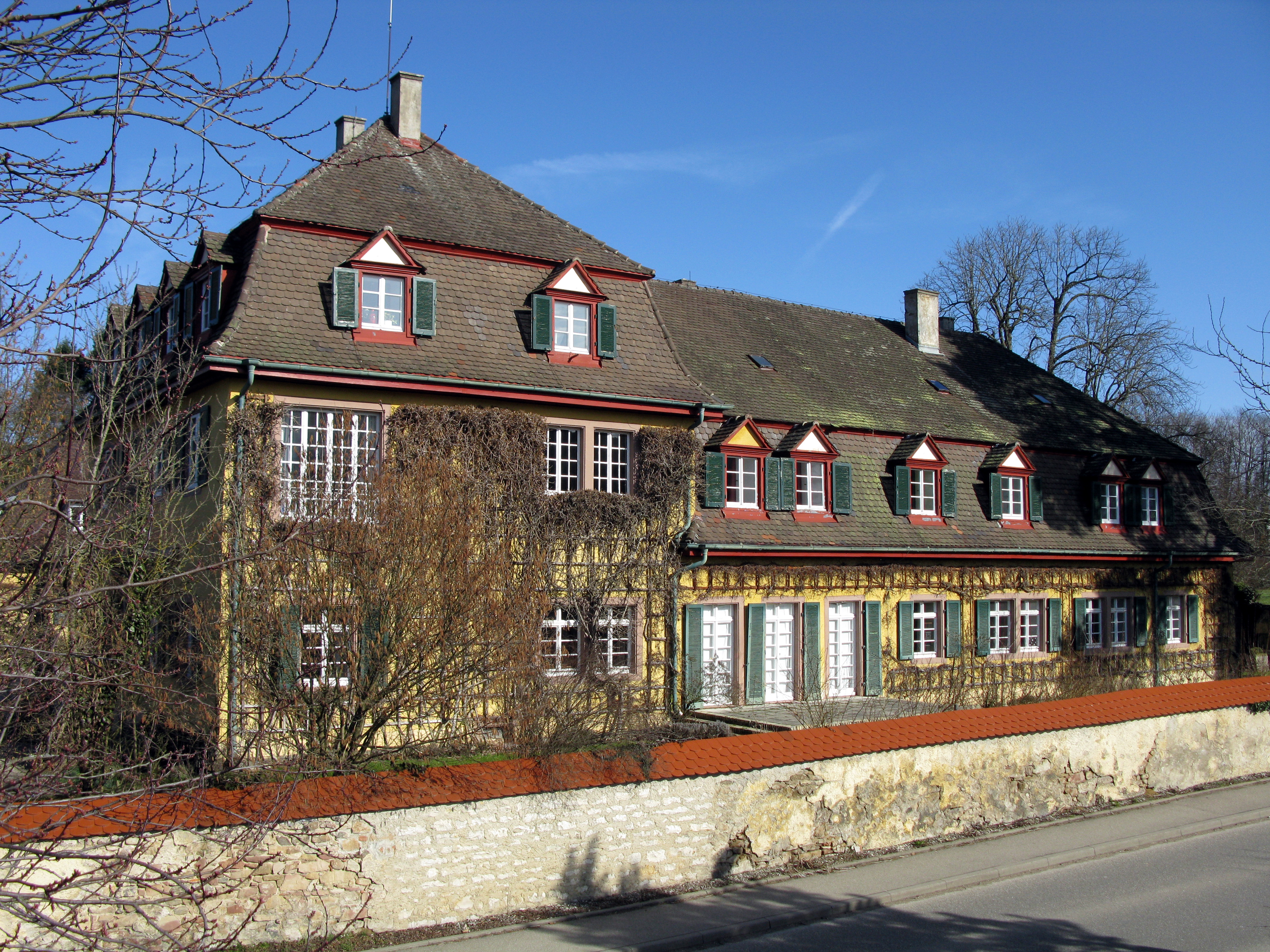
Schloss Bollschweil

- Das Schloss in Bollschweil aus dem 18. Jahrhundert steht an der Stelle einer ehemaligen mittelalterlichen Wasserburg.
- Die Pfarrkirche St. Hilarius wurde 1840 von Hans Voß im Weinbrenner-Stil errichtet.
- Die ehemalige Prioratskirche in St. Ulrich wurde 1739–1742 von Peter Thumb erbaut. Vor der Kirche steht ein Taufbecken aus rotem Sandstein, das in romanischer Zeit entstanden ist.

|  |  |  |  |

### Denkmäler/Grenzsteine

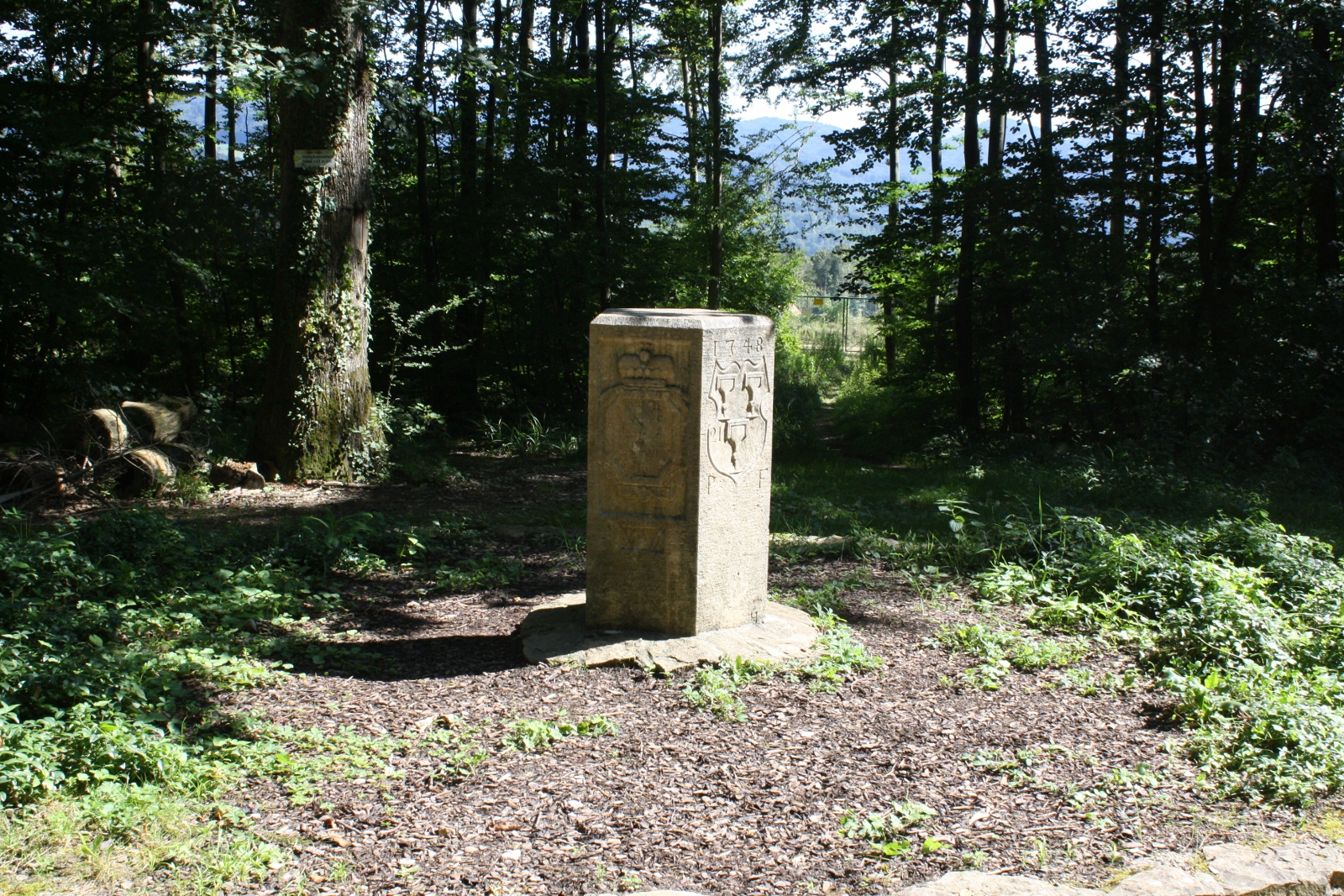
Hohbannstein im Hohfirstwald

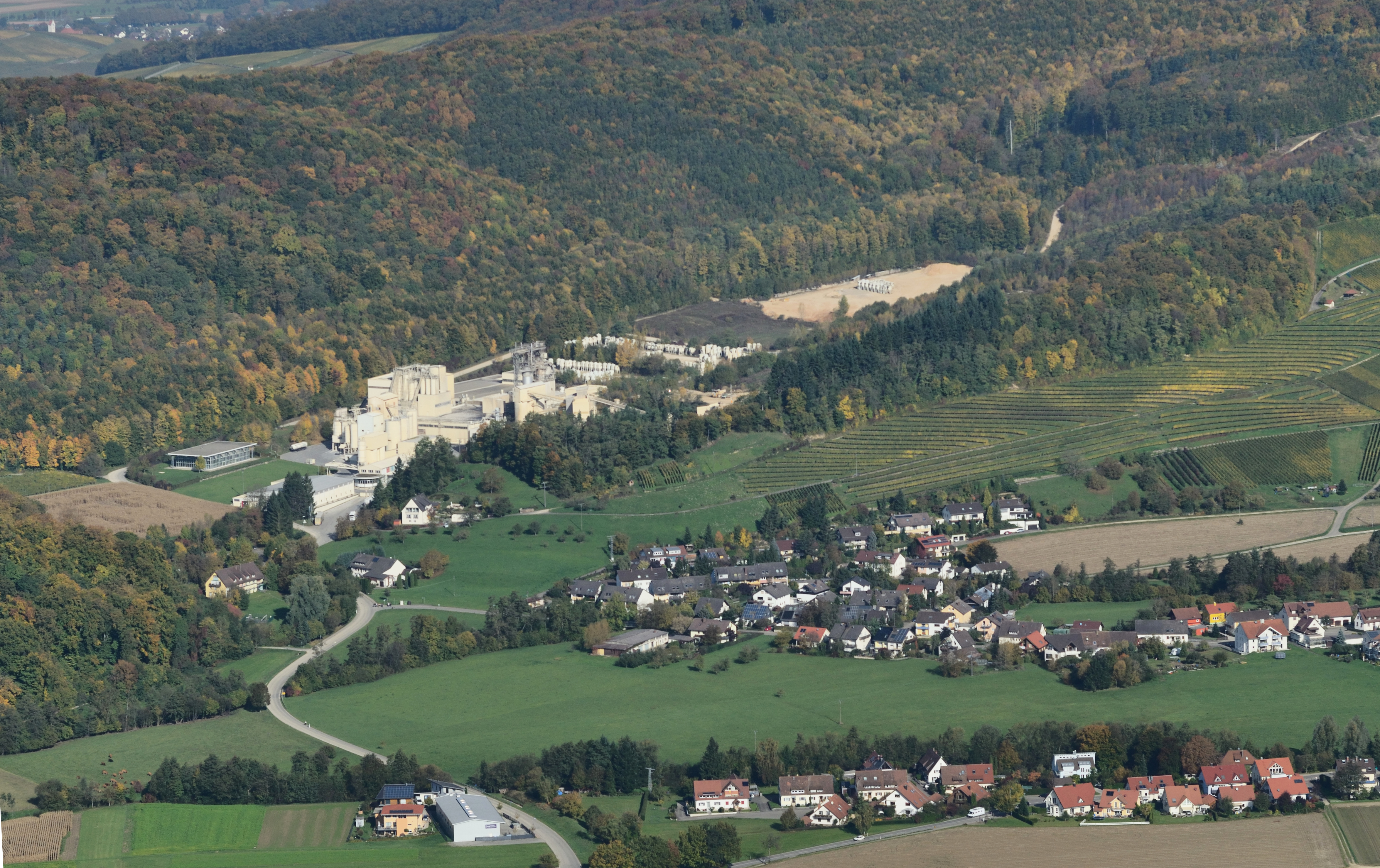
Luftbild auf Bollschweil und das Kalkwerk (2012)

Der Hohebannstein ist ein Gemarkungsstein im Hohfirstwald, an den die fünf Gemeinden Bollschweil, Ebringen, Ehrenkirchen, Pfaffenweiler und Schallstadt angrenzen. Inzwischen steht am Ort nur noch eine Replik, der Originalstein befindet sich im Dorfmuseum von Pfaffenweiler.

### Erholung
Durch den Ort verläuft ein überregionaler Wanderweg, der historische Bettlerpfad von Merzhausen/Freiburg nach Badenweiler.

## Wirtschaft und Infrastruktur

### Verkehr
Bollschweil ist über die Linie 7208 Freiburg – Bad Krozingen der Südbadenbus-Gesellschaft an das Netz des regionalen Nahverkehrs angeschlossen.
Mit dem Rad kann von Bollschweil aus Freiburg durch das Hexental über Sölden, Wittnau, Au und Merzhausen in ca. einer Dreiviertelstunde erreicht werden. Weiter bestehen Radwege nach Ehrenstetten, Kirchhofen und Staufen. Von St. Ulrich aus besteht ein Radweg nach Horben bzw. auf den Schauinsland.

### Ansässige Unternehmen
In Bollschweil wurde am Hohfirst seit 1920 Kalkabbau betrieben. Der vom Bollschweiler Unternehmer Franz Koch gegründete Betrieb gehört heute der Knauf Marmorit GmbH. Am 31. März 2011 wurde der Kalksteinabbau, vorwiegend aufgrund Nachfrageeinbruchs, eingestellt. Die Produktion von Trockenmörteln für Außen- und Innenputze blieb bestehen. Von den 2009 knapp 100 Beschäftigten waren 2015 noch 35 am Standort. Im Zuge der Rekultivierung der Steinbruchflächen wurden bis 2015 über 100 000 Kubikmeter Erde verfüllt und mit Bäumen bepflanzt. Zudem wurde die Breite der Straße halbiert.
Die seit 2010 existierende örtliche Gastwirtschaft wird genossenschaftlich betrieben.

### Bildung
Im Ort gibt es die Marie-Luise-Kaschnitz-Grundschule, in der etwa 80 Kinder in vier Klassen von neun Lehrkräften unterrichtet werden. Im Kindergarten St. Joseph der katholischen Kirchengemeinde St. Hilarius werden bis zu 74 Kinder im Alter von einem Jahr bis zum Schuleintritt betreut und gefördert. Diese Einrichtungen sind zusammengefasst im „Bildungshaus für Drei- bis Zehnjährige“ (Modellprojekt des Landes Baden-Württemberg).
Weitere Bildungseinrichtungen im Erwachsenenbereich sind das Bildungshaus Kloster St. Ulrich (Landvolkhochschule), das Katholische Bildungswerk Bollschweil, das Katholische Bildungswerk St. Ulrich und die Volkshochschule Südlicher Breisgau.

## Persönlichkeiten

### Ehrenbürger
- 1953: Franz Koch (1883–1972), Gründer des Kalkwerks
- 1967: Marie Luise Kaschnitz (1901–1974), die teilweise in Bollschweil aufgewachsen und später auch oft hierher zurückgekehrt ist, erhielt die Ehrenbürgerwürde der Gemeinde. Mit dem Text Beschreibung eines Dorfes (1966) hat sie der Gemeinde ein literarisches Denkmal gesetzt. Sie ist auch hier begraben.
- 1970: Fridolin Schinzinger (1891–1975), Prälat
- 1991: Josef Hermann (1926–2006), Bürgermeister
- 2007: Willi Bechtold (1929–2025), Schulrektor, erwarb sich Verdienste um die Partnerschaft zu Berstett
- 2008: Ernst Karle (1919–2014), Heimatforscher

Quelle:

### Söhne und Töchter der Gemeinde
- Der Fotograf und Kunstschreiner Trudpert Schneider († 1899) wurde 1804 in Bollschweil (Kuckucksbad) geboren.
- Der Filmarchitekt und Fotokünstler Anton Weber († 1979) wurde 1904 in Bollschweil geboren.
- Der Filmkomponist Matthias Weber (* 1961) wurde in Bollschweil geboren und lebt und arbeitet in Los Angeles.

### Weitere Persönlichkeiten
- Adolf Max von Holzing-Berstett, der Bruder von Marie Luise Kaschnitz, hatte seinen Familiensitz in Bollschweil.
- Hans Abich (1918–2003), Filmproduzent, Publizist und langjähriger Programmdirektor der ARD verbrachte seit 1993 seinen Lebensabend in Bollschweil und fand auch dort seine letzte Ruhestätte.
- Die Medizinerin Elisabeth Müller und die Handelsschullehrerin Annerose Heitler betrieben von 1935 bis 1939 in Bollschweil das Jüdische Kinderheim Sonnenhalde.[10]